# Serghei Namașco
Serghei (Sergiu) Namașco (n. 19 iunie 1984) este un fotbalist din Republica Moldova, care în prezent evoluează la clubul FC Saxan.
Serghei are doi frați, Stanislav și Alexandru, care de asemenea sunt fotbaliști profesioniști.